# Leichtathletik-Weltmeisterschaften 2015/Teilnehmer (Burundi)
| Gelbes Symbol für Goldmedaillen mit stilisierten Olympischen Ringen | Graues Symbol für Silbermedaillen mit stilisierten Olympischen Ringen | Braundes Symbol für Bronzemedaillen mit stilisierten Olympischen Ringen |
| ------------------------------------------------------------------- | --------------------------------------------------------------------- | ----------------------------------------------------------------------- |
| —                                                                   | —                                                                     | —                                                                       |

Der Leichtathletikverband Burundis nominierte zwei Athleten für die Leichtathletik-Weltmeisterschaften 2015 in der chinesischen Hauptstadt Peking.

## Ergebnisse

### Männer

#### Laufdisziplinen
| Athlet               | Disziplin | Vorlauf     | Vorlauf | Halbfinale  | Halbfinale | Finale             | Finale             |
| Athlet               | Disziplin | Zeit        | Platz   | Zeit        | Platz      | Zeit               | Platz              |
| -------------------- | --------- | ----------- | ------- | ----------- | ---------- | ------------------ | ------------------ |
| Antoine Gakeme       | 800 m     | 1:47,47 min | 18      | 1:48,86 min | 22         | nicht qualifiziert | nicht qualifiziert |
| Célestin Nihorimbere | Marathon  |             |         |             |            | 2:23:29 h          | 26                 |